# جرول
جرول، حارة مكيّة تاريخية، جاء ذكرها عرضاً في تاريخ السنجاري (ص 596) ومنه يفهم أن هذا الاسم كان متداولاً في القرن الحادي عشر، أما مخططو مكة في القديم فلم يذكروا جرول بل عدّوه من الشبيكة، كما تحتوي جرول على بئر طوى الذي مكث الرسول فيه واستحم من مائه لمدة ثلاثة أيام قبل التوجه لمكة في عام حجة الوداع وقد حوت منطقة جرول العديد من عوائل مكة العريقة حتى وقت قريب أما اليوم أصبحت معظمها فنادق تؤجر في موسمي الحج والعمرة نظراً لقربها من المنطقة المركزية للحرم المكي وتاريخيا كان لبنو لحيان من هذيل الى يومنا هذا.

## موقعها الجغرافي
تقع في الشمال الغربي من المسجد الحرام، وتبدأ من منتهى ريع الرسان شرقاً وشمالاً، ويقول عمدة جرول آنذاك الشيخ طلال الحساني:«منطقة جرول منطقة كبيرة، قد تصل إلى أبعد من هذه الأماكن حتى قيل: إنها تصل إلى بحرة»

## جرول والتاريخ
يوجد في جرول مبنى القشلاش، والعرب تقول: العسكر، والعثمانية تقول: القشلاش، وهو المكان الذي يبنى ليسكنه الجند، وهو بالعربية ثكنة، وقد جاء الاسم لوجود الجنود فيها، ولا تصلح للمحاربة، أما الذي بنى القشلة فهو السلطان عبد الحميد عام 1318هـ، وكان قد أمر ببنائها من ماله الخاص لتكون نزلاً لفقراء الحجاج، وقد حضر حفل الافتتاح إبراهيم رفعت باشا مؤلف كتاب مرآة الحرمين، وقد وصف المبنى وصفاً جيداً قائلاً:«وأعجب لهذا السراي التي بها ناظر، وخدم، وطباخون، يأخذون مرتبهم من ثلاث سنين خلت، في حين أنهُ لا توجد حجرة من حجراتها مفروشة لا يوجد بها فقير واحد، وقد بلغني أن السلطان أنفق على إقامتها ألف جنيه مجيدي».

## سبب التسمية
جاءت التسمية نتيجة الجراويل الكثير فيها، حيث مهابط السيول تنحدر إليها، وكانت منطقة جرول أخر حدود العمران في مكة بعد الشبيكة.

## انظر ايضاً
- مكة المكرمة
- القشاشية

## وصلات خارجية
- تراث «جرول» يتلاشى.. السوق وئدت والبئر صامدة!.